# Nothin' on You
Singles par B.o.B
Hood Dreamer
(2009) Don't Go There
(2010)
Singles par Bruno Mars
Billionare
(2010)
Nothin' on You est le premier single du chanteur américain B.o.B sorti en 2009. Cette chanson est extraite de l'album B.o.B Presents: The Adventures of Bobby Ray sorti en 2010.
Le chanteur Bruno Mars intervient en featuring. L'artiste avec son équipe de producteurs The Smeezingtons ont aussi produit cette chanson.

## Classement
La chanson fut classée numéro 1 aux Pays-Bas, au Royaume-Uni et aux États-Unis.

## Nominations et récompenses
La chanson a été récompensée par trois Grammy Award dont le Grammy Award de l'album de l'année en 2010 lors de la 53e cérémonie des Grammy Awards.

## Version alternative
Une version remix officielle de cette chanson présentée par Big Boi est sortie le 21 mars 2010.  Bruno Mars chante également une version acoustique sans la partie rappée lors de ses concerts, ajoutant un couplet.